# Jaya waterloti
Jaya waterloti is een insect uit de familie van de mierenleeuwen (Myrmeleontidae), die tot de orde netvleugeligen (Neuroptera) behoort. 
Jaya waterloti is voor het eerst wetenschappelijk beschreven door Navás in 1914.